# جيمس لايتبادى

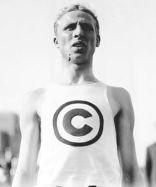
جيمس لايتبادى.

جيمس لايتبادى (James Lightbody) هو لاعب أولمبي لرياضة ألعاب القوى من الولايات المتحدة. شارك في الأولمبياد الصيفي في 1904، وفاز بما مجموعه 4 ميداليات.

## الميداليات
| ذهب | فضة | برونز | المجموع |
| 3   | 1   | 0     | 4       |

## روابط خارجية
- جيمس لايتبادى على موقع أوليمبيديا (الإنجليزية)